# Campeonato mundial junior de hockey patines masculino de 2015
El VII Campeonato mundial Sub 20 de hockey sobre patines masculino se celebró en España en 2015, con la participación de dieciséis Selecciones nacionales masculinas de hockey patines de categoría Junior, es decir, compuestas exclusivamente por jugadores menores de veinte años, todas ellas participantes por libre inscripción. Todos los partidos se disputaron en el Poliesportiu Municipal del Garraf de la ciudad de Villanueva y la Geltrú.

## Participantes
| Posición 2013 | Equipo         |
| ------------- | -------------- |
| 1             | Portugal       |
| 2             | España         |
| 3             | Argentina      |
| 4             | Francia        |
| 5             | Italia         |
| 6             | Chile          |
| 7             | Colombia       |
| 8             | Angola         |
| 10            | Estados Unidos |
| 11            | Inglaterra     |
| 12            | Sudáfrica      |
| 15            | India          |
| -             | Andorra        |
| -             | Egipto         |
| -             | Alemania       |
| -             | Suiza          |

Respecto al Mundial Sub-20 de 2013, no participaron Brasil (9.º puesto en 2013), Israel (13.º), Uruguay (14.º), Macao (16.º) y Costa Rica (17.º). Reaparecieron las selecciones de Alemania y Suiza, e hicieron su debut las de Andorra y Egipto.

## Clasificación final
| Posición | Selección      |
| -------- | -------------- |
|          | Portugal       |
|          | España         |
|          | Francia        |
| 4        | Italia         |
| 5        | Argentina      |
| 6        | Chile          |
| 7        | Colombia       |
| 8        | Suiza          |
| 9        | Andorra        |
| 10       | Alemania       |
| 11       | Inglaterra     |
| 12       | India          |
| 13       | Angola         |
| 14       | Egipto         |
| 15       | Estados Unidos |
| 16       | Sudáfrica      |

| Campeones del Mundo 2015 |
| ------------------------ |
| PORTUGAL 3.º título      |

| Predecesor: Campeonato Mundial Sub-20 2013 | Campeonato mundial Sub-20 de hockey patines 2015 | Sucesor: Campeonato Mundial Sub-20 2017 |